# Грек Оксана Валеріївна
Оксана Валеріївна Грек (народилася 17 квітня 1980 в місті Ніжині Чернігівської області) — українська художниця.

## Життєпис
1997— закінчила середню школу № 6 у  Ніжині.
2004— закінчила філологічний факультет НДПУ ім. М. Гоголя.
2000— 2002  — працювала диктором на телебаченні ТКК «ФОБОС». 
2006— 2008 — працювала фінансовим директором ПП «Грівас». 
2014—2015 — працювала керівником художнього гуртка у Ніжинській гімназії № 3.
З 2015 — секретар, координатор мистецьких проектів ГО «Центр новітніх ініціатив та комунікації».
Має двох доньок — Валерію (нар. 2000) і Маргариту (нар. 2009).

## Творчість
Живописом захопилася у 2012. З 2013 почала плідно працювати над створенням полотен у стилі декоративного живопису, створила серію «Мамині казки».
В 2015 письменниця Тетяна Череп-Пероганич випустила книгу поезій за мотивами картин Оксани Грек.
Виставки:
2014
- ТЦ «Гермес» (м. Ніжин), перша персональна виставка «Мамині казки».
- Музей Сучасного Мистецтва «Пласт-Арт» (м. Чернігів), персональна виставка «Мамині казки».

2015
- Краєзнавчий музей імені Івана Спаського (м. Ніжин), персональна виставка «Мамині казки».
- Центр української культури та мистецтва, за підтримки Благодійного Фонду Л. Кучми «Україна» (м. Київ), персональна виставка «Мамині казки».
- Бібліотека і. М. Бажана (м. Київ), персональна виставка «Пухнасті казки на полотні».
- Національний Музей ім. Т. Шевченка за підтримки Благодійного Фонду Л. Кучми «Україна» (м. Київ), персональна виставка «У затишкому колі». Подяка за багатогранний талант і яскравий мистецький хист від Президентського Фонду Леоніда Кучми.
- Центр Української Культури та Мистецтва за підтримки Благодійного Фонду Л. Кучми «Україна», Фестиваль Клаптикового Шиття. (м. Київ). Диплом за проведення виставки «Клаптикові спогади кота Гарбузовича».
- Музей видатних діячів української культури (м. Київ), персональна виставка «Теплі мамині казки».[2]
- Меморіальний музей ім. Т. Шевченка (м. Київ), персональна виставка «Котик казку каже».
- Музей Сучасного Мистецтва «Пласт-Арт» (м. Чернігів), Всеукраїнський арт-фестиваль «Територія душі», каталог.
- Верховна Рада України (м. Київ) благодійна виставка «Мамині казки», каталог.

2016
- персональна виставка «Мамині казки», приурочена Дню Незалежності України з українською громадою у Франкфурті на Майні. Німеччина.

2017
- Бібліотека сімейного чиання ім. Садріддіна Айні (м. Київ), персональна виставка «Мелодії душі».
- Бібліотека Дружби Народів (м. Київ), персональна виставка «Мелодії душі».

2018
- Меморіальний музей ім. Максима Рильського (м. Київ), персональна виставка «Melody of the soul»,  під патронатом Президентського фонду Л. Кучми «Україна».
- VII Фестиваль Народних Культур у м. Вісагінос, Литва. Виставка «Мамині казки».

Картини знаходяться у приватних колекціях України, Росії, Німеччини, Швеції, Америки.

## Відзнаки
- 2015 — Народний майстер міста Ніжина.
- 2015 — Диплом за проведення виставки „Клаптикові спогади кота Гарбузовича“ від Центру Української Культури та Мистецтва».
- 2015 — Подяка «За багатогранний талант і яскравий мистецький хист» від Президентського фонду Л. Кучми «Україна».
- 2015 — Титул «Жінка року» у номінації «Відкриття року».
- 2016 — диплом у номінації «Живопис», лауреат міжнародного конкурсу «Платиновий Дюк» імені де Ришильє" за живопис «Мамині казки» в рамках проекту «Спаси, сохрани, возлюби».
- 2016 — грамота за допомогу в організації мистецьких виставок центральної міської бібліотеки та популяризацію образотворчого мистецтва серед громади міста
- 2017 — диплом за участь у художній виставці у «Будинку Художника» «Безмежність мрій».
- 2017 — грамота від міського голови Л. Лінника за участь у Покровському Ярмарку, 2017.
- 2017 — подяка за виставку «Мелодії душі» від бібліотеки Садріддіна Айні.
- 2018 — подяка за участь у VII міжнародному фестивалі народних культур «Руденінес», м. Литва за виставку живопису «Мамині казки».